# كريم أملال
كريم أملال (بالفرنسية: Karim Amellal)‏ كاتب فرنسي جزائري ومدرس ورجل أعمال ولد في باريس عام 1978 . وهو أبرز مؤلف مقالة Discriminez-moi! ميزني! دراسة استقصائية عن عدم المساواة في عام 2005 وروايات نشرت له في 2006. درس العلوم السياسية منذ عام 2005.

## سيرة
كريم أملال هو ابن مسؤول جزائري غادر البلاد في بداية العشرية السوداء  وأم فرنسية الأصل من إندري في بيري. عاش عدة سنوات في الجزائر العاصمة أثناء الثمانينيات، ثم هاجر لفرنسا في إندري عند عودته من الجزائر، قبل أن يستقر في حي بضواحي باريس، في غونيس في فال دواز، حيث زاول دراساته الثانوية.

### الكاتب
نشر كتابه الأول في عام 2005، مقال بعنوان Discriminez-moi! بحث حول عدم المساواة في فرنسا. أثار هذا المقال، الذي صدر خلال أعمال الشغب الحضرية في خريف عام 2005، تغطية إعلامية قوية.
في عام 2006، نشر كريم أملال روايته الأولى، Cité à comparaître ، التي نشرها جان مارك روبرتس.
في عام 2007، كان أحد مؤلفي Chronicles لشركة أعلنت عنها Stock.

### رجل أعمال في الرقميات
في عام 2010، شارك في تأسيس شبكة SAM  وهي عبارة عن منصة جامعية مساهمة تهدف إلى جعل المعرفة في متناول أكبر عدد ممكن من الناس من خلال الفيديو والموارد الرقمية. يقوم نظام الأرشيف المباشر هذا بتحرير محتوى الفيديو وإثرائه من خلال المؤسسات الجامعية من أجل جعله أكثر قابلية للفهم وأكثر قابلية للاستخدام، خاصة من قبل الطلاب.
في عام 2013، شارك في تأسيس موقع وصفحة التواصل الاجتماعي شوف -شوف, ، هو موقع يبث فيديوهات تشاركية تهتم بالجزائر والشتات الجزائري، يتسم التوجه التحريري بالديمقراطية التقدمية بشكل حازم والعلمانية المطلقة.

### محاربة الكراهية على شبكات الإنترنت
في مارس 2018، كلفه الرئيس إيمانويل ماكرون  ، مع جيل الطيب، نائب رئيس المجلس التمثيلي للمؤسسات اليهودية في فرنسا، ولاتيسيا أفيا، نائبة باريس من حزب (الجمهورية إلى الأمام!) في مهمة لمكافحة الكراهية، العنصرية ومعاداة السامية على شبكات الإنترنت باستعمال الوسائل التكنولوجية المتاحة بأكثر فعالية.
اللجنة الثلاثية قدمت تقريرها  مباشرة إلى رئيس الوزراء إدوارد فيليب في 20 سبتمبر 2018، والذي إحتوى على 20 اقتراحًا عمليا لصد الكراهية على الإنترنت وضبط المنصات في هذا المجال.
من بين التدابير الرئيسية تحديد موعد نهائي لمدة 24 ساعة لإزالة محتوى الكراهية، ووضع طريقة موحدة لتقديم التقارير لمحتوى الكراهية على أكبر المنصات، والتزامات الشفافية المعززة، ودعم أفضل للضحايا، جهاز لقياس خطاب الكراهية وتكثيف حملات الوقاية والتوعية التي تستهدف الشباب، أو إجراء لمنع المواقع البغيضة بوضوح أو منتدى للحوار يشارك فيه جميع أصحاب المصلحة.

## المذكرات والمراجع
1. 1 2   https://www.whoswho.fr/bio/karim-amellal_83379. {{استشهاد ويب}}: |url= بحاجة لعنوان (مساعدة) والوسيط |title= غير موجود أو فارغ (من ويكي بيانات) (مساعدة)
2. ↑  Loret, Eric (31 Aug 2016). "Le cauchemar tricolore de Karim Amellal". Le Monde.fr (بالفرنسية). ISSN:1950-6244. Archived from the original on 2017-08-21. Retrieved 2016-09-06.
3. ↑  "Karim Amellal, citoyen engagé contre les discriminations et les inégalités". Franceinfo (بfr-FR). 21 Dec 2013. Archived from the original on 2018-07-08. Retrieved 2018-05-24.{{استشهاد بدورية محكمة}}:  صيانة الاستشهاد: لغة غير مدعومة (link)
4. ↑  "Sam Network, la start-up de l'après-Mooc". EducPros (بfr-FR). 01.04.2015. Archived from the original on 2018-09-23. Retrieved 2017-06-10. {{استشهاد بدورية محكمة}}: تحقق من التاريخ في: |تاريخ= (help)صيانة الاستشهاد: لغة غير مدعومة (link)
5. ↑  ""Regarde regarde" le web algérien". ARTE Info (بالفرنسية). Archived from the original on 2019-03-27. Retrieved 2017-06-13.
6. ↑  "Chouf Chouf : les vidéos qui font le buzz en Algérie - France 24". France 24 (بfr-FR). 6 Apr 2014. Archived from the original on 2019-04-22. Retrieved 2017-06-13.{{استشهاد بدورية محكمة}}:  صيانة الاستشهاد: لغة غير مدعومة (link)
7. ↑  ""Regarde regarde" le web algérien". ARTE Info (بالفرنسية). Archived from the original on 2019-03-27. Retrieved 2019-03-26.
8. ↑  "Chouf Chouf : les vidéos qui font le buzz en Algérie". France 24 (بالفرنسية). 6 Apr 2014. Archived from the original on 2019-04-22. Retrieved 2019-04-07.
9. ↑  "Dîner du CRIF : Macron veut lutter contre la cyberhaine". Le Monde.fr (بالفرنسية). Archived from the original on 2019-07-05. Retrieved 2018-03-10.
10. ↑  française, La Documentation. "Renforcer la lutte contre le racisme et l'antisémitisme sur Internet : Rapport à M. le Premier ministre". www.ladocumentationfrancaise.fr (بالفرنسية). Archived from the original on 2018-09-22. Retrieved 2018-09-24.
11. ↑  "Rapport visant à renforcer la lutte contre le racisme et l'antisémitisme sur internet". Gouvernement.fr (بfr-FR). Archived from the original on 2019-11-14. Retrieved 2018-09-21.{{استشهاد ويب}}:  صيانة الاستشهاد: لغة غير مدعومة (link)

- صاحب بلوق
- موقع شبكة SAM
- برنامج في جي ماجور مع كريم أمليل وآلن مابانكو
- برنامج في رحلة كريم أملال على موقع معلومات فرنسا